# Oliviero Troia
Oliviero Troia (Bordighera, 1 de setembro de 1994) é um ciclista profissional italiano que atualmente corre para a equipa UAE Team Emirates.

## Palmarés
2016 (como amador)
- 1 etapa da Volta ao Bidasoa

## Resultados em Grandes Voltas
| Carreira        | 2017 | 2018 | 2019 |
| --------------- | ---- | ---- | ---- |
| Giro d'Italia   | -    | -    | -    |
| Tour de France  | -    | 133º | -    |
| Volta a Espanha | -    | -    | -    |

-: não participa

Ab.: abandono